# Garbacz hełmiasty
Garbacz hełmiasty (Steatocranus casuarius) – gatunek słodkowodnej ryby z rodziny pielęgnicowatych (Cichlidae). Jest to ryba hodowana w akwarium.

## Występowanie
Garbacz hełmiasty żyje w dolnym biegu rzeki Kongo.

## Warunki w akwarium
| Zalecane warunki w akwarium | Zalecane warunki w akwarium |
| --------------------------- | --------------------------- |
| Zbiornik                    |                             |
| Temperatura wody            | 24 °C                       |
| Twardość wody               | średnio twarda              |
| Skala pH                    | 6,5–7,5                     |
| Pokarm                      | różny pokarm                |
| Uwagi                       |                             |

## Wymagania hodowlane
Garbacze hełmiaste są bardzo wrażliwe na nieustabilizowane warunki w zbiorniku. Z tej przyczyny w żadnym wypadku nie mogą być wpuszczane do świeżo założonego akwarium. W zbiorniku powinny znaleźć się konstrukcje kamienne, które tworzą stabilne groty skalne. Za podłoże może posłużyć drobny żwir albo grubszy piasek. Nie niszczą roślin akwariowych, jednak mogą je wykopać jeśli dane miejsce wybiorą sobie do tarła. Raz w tygodniu należy wymienić około 25% wody.